# Формула 1 — сезона 2002
53. сезона Формуле 1 је одржана 2002. године од 3. марта до 13. октобра. Вожено је 17 трка. Сезоном су доминирали Михаел Шумахер и Ферари, а једино за што се могло борити у шампионату су били друго и треће место. Шумахер је завршавао све трке на првом или другом месту, осим на ВН Малезије где је заузео треће место. У овој сезони су дебитовале и две нове екипе: Рено (уместо Бенетона) и Тојота. Екипа Прост која се пре тога називала Лижје је отишла у стечај почетком сезоне што је и довело до тужног краја дуге историје једне екипе Формуле 1 која је дебитовала 1976. године (преименована 1997. године), а екипа Ероуз која је дебитовала 1978. године је искључена из Формуле 1 неколико дана после ВН Немачке такође због финансијског слома јер више није ни било учешћа те екипе на наредним тркама до даљњег. Ово су прве екипе Формуле 1 са дугом историјом које су искључене из мото-спорта после екипе Лотус која је искључена из Формуле 1 почетком 1995. године.